# Land of Illusion Starring Mickey Mouse
Land of Illusion Starring Mickey Mouse, i Japan känt som Mickey Mouse's Magical Crystal (ミッキーマウスの魔法のクリスタル Mikkī Mausu no Mahō no Kurisutaru?), är ett plattformsspel utgivet av Sega till Sega Master System 1992 och till Sega Game Gear 1993. Spelet är uppföljaren till Castle of Illusion Starring Mickey Mouse.

## Handling
Musse Pigg sitter och läser, och plötsligt befinner sig han i en främmande by. Han får höra att en förbannelse vilar över byn, och god magi har blivit ond. Den elake Phantom som bor i ett slott bland molnen ligger bakom, och Musse Pigg skall hjälpa byborna och besegra Phantom.

### Fotnoter
1. ↑  ”Land of Illusion Starring Mickey Mouse” (på engelska). Mobygames. 10 mars 1992. http://www.mobygames.com/game/land-of-illusion-starring-mickey-mouse. Läst 11 juni 2014.